# John Wolfe-Barry

John Wolfe-Barry, um 1890

Sir John Wolfe-Barry (* 7. Dezember 1836; † 22. Januar 1918) war ein englischer Bauingenieur des späten 19. und frühen 20. Jahrhunderts. Sein bekanntestes Bauwerk ist die Tower Bridge über die Themse in London. Er war der jüngste Sohn des Architekten Sir Charles Barry (1795–1860), der unter anderem den Palace of Westminster entworfen hatte. 1898 ergänzte er seinen Familiennamen zu Wolfe-Barry zu.
Wolfe-Barry war Schüler des Bauingenieurs John Hawkshaw und arbeitete mit ihm zusammen an mehreren Projekten. 1878 begann die berufliche Zusammenarbeit mit Henri Marc Brunel, dem Sohn von Isambard Kingdom Brunel. Im selben Jahr hatte Architekt Horace Jones erstmals eine Zugbrücke über die Themse vorgeschlagen. 1885 verabschiedete das Parlament ein Gesetz, das es der Corporation of London erlaubte, die Tower Bridge zu errichten. Jones war zum Architekten ernannt worden. Er starb jedoch im selben Jahr, woraufhin Wolfe-Barry die Verantwortung übernahm.
Neben der Tower Bridge war Wolfe-Barry an zahlreichen weiteren Projekten beteiligt. Dazu gehören:
- Cannon Street Railway Bridge (1866)
- Blackfriars Railway Bridge (1886)
- die Docks von Barry bei Cardiff
- die District Line der London Underground (mit John Hawkshaw)
- Pumpstationen am Regent’s Canal in London
- Kew Bridge (1903)
- Erweiterung des Greenland Dock in London (1904, heute Teil von Surrey Quays)

1896 wurde er zum Präsidenten der britischen Bauingenieurverbandes ICE gewählt und 1897 als Knight Commander des Order of the Bath zum Ritter geschlagen. Wolfe-Barry spielte eine zentrale Rolle bei der Entwicklung von Industriestandards. 1901 war er bei der Gründung von British Standards beteiligt, von 1900 bis 1917 war er Vorsitzender von Cable & Wireless.